# Bradwell Abbey
Bradwell Abbey är en tidigare civil parish i kommunen Milton Keynes i Storbritannien. Det ligger i grevskapet Buckinghamshire och riksdelen England, i den södra delen av landet, 80 km nordväst om huvudstaden London. Bradwell Abbey var en civil parish 1858–2011 när blev den en del av Abbey Hill, Bradwell och Wolverton & Greenleys. Civil parish hade 10 invånare år 1961.